# Gaz d'huile
Le gaz d'huile est un gaz manufacturé (gaz d'éclairage, gaz combustible et gaz de synthèse) obtenu par distillation (ou pyrolyse) des huiles. Le bon pouvoir éclairant du gaz d'huile en fit un concurrent sérieux au gaz de houille majoritaire. Il fut probablement utilisé dans des contextes où l'intensité lumineuse doit être privilégiée sur l'économie. Ainsi des essais seront réalisés par Fresnel pour en équiper certains phares. Toutefois dans la plupart des applications d'éclairage et d'éclairage public, on lui préféra souvent son concurrent, le gaz de houille à cause de son moindre coût de production.
Le gaz d'huile désigne aussi des gaz obtenus à partir de la distillation de goudron ou de résidus de pétrole, appelés aussi gaz de pétrole, gaz Pintsch et gaz Blau, et qui furent notamment utilisés dans les phares à partir de 1880.

## Histoire
La fabrication du gaz d'huile a été découverte et établie en Angleterre par un certain Taylor vers 1830.
« L'appareil que l'on emploie à cet effet est fort simple. Il se compose d'un cylindre de fonte que l'on porte au rouge naissant, et dans lequel on fait couler l'huile ; le cylindre est rempli de pierres ou plus souvent de fragments de coke, afin de présenter plus de surface. Un tuyau fait arriver l'huile dans cet appareil ; elle se réduit en vapeurs qui traversent toute la longueur du cylindre. À l'autre extrémité du cylindre se trouve adapté un second tuyau qui conduit le gaz dans un vase rempli d'huile, afin qu'il y dépose la portion huileuse qui a échappé à l'action de la chaleur; enfin de là il se rend dans un gazomètre d'où on le distribue suivant les besoins. Les produits de la décomposition des matières grasses par la méthode qui vient d'être décrite varient beaucoup suivant la température. Au rouge naissant, elles donnent, en ne laissant presque pas de résidu, de l'oxyde de carbone, du gaz oléfiant, des hydrogènes carbonés en vapeurs et fort volatils, du gaz des marais et de petites quantités d'hydrogène libre ; à des températures plus élevées, on obtient plus de charbon ; la quantité du gaz défiant et des autres hydrogènes carbonés diminue, celle du gaz des marais augmente au contraire, de sorte que par là le pouvoir éclairant du produit s'affaiblit beaucoup. »
En Angleterre les lampes à huile consomment de l'huile de baleine. L'huile utilisée pour confectionner le gaz à l'huile est donc l'huile de baleine, ou d'autres huiles de poissons. Toutefois on note que les huiles végétales (huile de colza expérimentée par Fresnel) fournissent en général plus de gaz que celle retirée des animaux.
L'avantage principal du gaz d'huile, par rapport au gaz de houille, est l'absence de sulfure d'hydrogène nécessitant une épuration chez ce dernier. Par contre la combustion du gaz d'huile consomme deux fois plus d'oxygène que le gaz de houille. Or plus la quantité de matière inflammable est grande dans un volume donné, plus l'absorption d’oxygène est considérable pendant la combustion. Le gaz d'huile absorbe donc presque le double d’oxygène que le gaz de houille, et à moins que la ventilation ne soit bien établie dans une salle, la lumière du gaz d'huile y détériore l'air bien plus rapidement que le gaz de houille.
Les expériences menées vers 1850 pour obtenir du gaz d'huile se sont avérées concluantes. « Des expériences de M. Faraday et de M. Thomas Dewis ont démontré que le pouvoir illuminant du gaz obtenu de l'huile était environ trois fois celui du gaz du charbon, et de plus, que chaque heure consume environ quatre fois plus de gaz de charbon que de gaz huileux. On emploie maintenant les huiles de baleine, de colza, etc., et même les semences oléagineuses pour l'extraction du gaz olifiant, et on le purifie, comme nous l'avons dit, en lui faisant traverser de la chaux suspendue ou délayée dans l'eau. »
Le gaz d'huile sera exploité avec plus ou moins de succès avant d'être remplacé par le gaz de houille, plus intéressant économiquement:
« Or, deux bushels ou boisseaux de bonne houille de Walls-End qui au marché de Londres coûtent en gros à peu près 2 schelings, produiront environ 600 pieds cubiques de gaz de houille purifié ; et un gallon de bonne huile de baleine ou d'autres poissons, qui coûte aussi à peu près 2 schelings (sur le pied de 25 liv. sterl. la tonne), produira cent pieds cubiques de bon gaz d'huile. En admettant que 100 pieds d'huile de gaz équivalent sous le rapport de l'éclairage à 300 pieds de gaz de houille, ou voit que 2 schelings de houille donnent encore le double de gaz que 2 schelings d'huile. »
Autre désavantage sur le gaz de houille, la distillation de la houille produit du coke, dont la vente à elle seule couvre le prix d’achat de la houille, ainsi que de l'ammoniaque. La distillation de l'huile ne produit aucun produit comparable.

## Usage dans les petites entreprises
En 1847, le gaz de houille est utilisé dans les grandes entreprises. Dans les petites entreprises on lui préfère le gaz d'huile moins polluant. Le gaz de houille, s'inquiète un médecin pourrait être une des causes de phtisie dans les grandes entreprises:
- Un bec de gaz de houille consomme par heure 158 litres de gaz, absorbe 234 litres d'oxygène, et produit 128 litres de dioxyde de carbone.
- Un bec de gaz d'huile consomme par heure 38 litres de gaz, absorbe 63 litres d'oxygène, et produit 42 litres de dioxyde de carbone.

## Usage dans les phares

### Huile végétale et animale
Entre 1824 et 1826, Fresnel réalisa des expériences sur des gaz d'huile produits par distillation d'huile de baleine, d'huile de colza et d'huile factice, en vue de les appliquer à l'illumination des phares.  Cependant rien n'indique qu'ils seront mis en œuvre avant ou après sa mort en 1827.

### Huile minérale

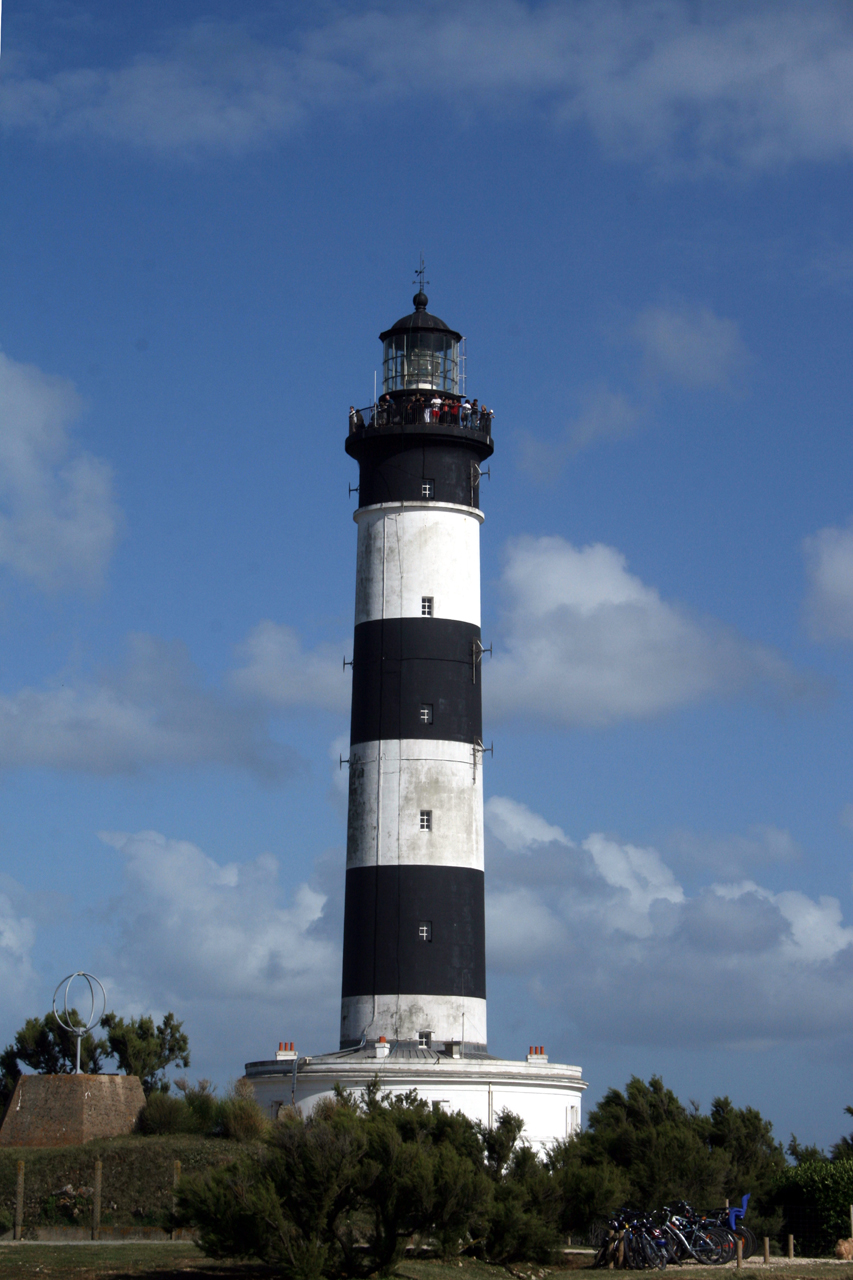
Le Phare de Chassiron dans lequel sera essayé le gaz Pintsch entre 1895 à 1902

On utilisa dans les phares un gaz obtenu à partir de la distillation de goudron ou de résidus de pétrole qu'on appela gaz d'huile mais aussi gaz Pintsch. Le gaz Blau, mis en œuvre vers 1890 est une amélioration du gaz Pintsch.
Le gaz Pintsch, diffusé vers 1880 en France par la Société internationale d’Éclairage par le Gaz d'Huile (SIEGH) permettra la mise en place du premier réseau de balisage flottant. Différentes usines à gaz seront installées sur le littoral, à Honfleur, Dunkerque, Royan, Saint-Nazaire, Granville et Brest. Les phares suivants en seront équipés :
- Phare de Chassiron sera essayé, au travers de l'incandescence dans un manchon à incandescence, de 1895 à 1902;
- Phare d'Ailly;
- Grand phare de l'île de Sein: construction de l'usine de fabrication en 1896;
- Ar-Men: Équipé au gaz d'huile en 1897: le gaz est fabriqué à l’île de Sein;
- Tourelle de la Plate: Équipé au gaz d'huile en 1911.

Seront également mis en œuvre les gaz suivants :
- En 1823, le gaz BBT (Barbier Bénard Turenne) représente une forte amélioration des qualités de compression et de sécurité. Il sera produit entre les deux guerres mondiales. Des usines de fabrication seront installées à Sfax en Tunisie et à Marseille.
- À partir de 1895, le pétrole vaporisé n'est toutefois pas un gaz mais une vaporisation.
- À partir de 1900, l'acétylène est utilisé en France jusqu'aux alentours de 1940. Ce gaz était alors assez dangereux et son stockage demandait l'utilisation de citernes garnies d'un ciment poreux. L'incandescence à l'acétylène sera essayée au phare de Chassiron à titre expérimental de 1902 à 1905. Il sera très utilisé à l'étranger.
- Après 1935, le butane et le propane : Le développement des exploitations pétrolières, dans les années 1930, permettait la fabrication standardisée du propane puis du butane. Les premiers essais en mer seront réalisés au banc du Turc (phare de la Banche), en face de Lorient en 1932. Il faudra toutefois attendre la fin de la Seconde Guerre mondiale pour qu'une utilisation régulière soit faite par le Service des phares et balises. Les deux gaz seront utilisés jusque dans les années 1980. Les citernes de gaz étaient directement livrées dans les services qui les ventilaient en fonction de leurs besoins.